# 中華民國駐匈牙利代表列表
本列表為中華民國駐匈牙利歷任代表名錄。兩國無正式外交關係。

## 奧匈帝國、汪精衛國民政府時期

### 概述
1912年1月，中華民國成立後，向匈牙利王國與奧地利帝國在1867年合組的「奥匈帝国」派駐外交代表。由前清廷出使奧斯馬加欽差大臣沈瑞麟繼續擔任。
1913年10月6日，奧匈帝國承認中華民國。
1914年7月，第一次世界大战發生後，中華民國於1917年8月14日對奧匈帝國宣戰並斷交。（1918年，奧匈帝國解體成奧地利、匈牙利與其他國家。）
1941年7月1日，匈牙利王國承認汪精卫国民政府。

### 中華民國駐奧斯馬加代表、公使（1912年－1917年）
| 姓名   | 任命          | 到任          | 免職          | 離任          | 外交銜級 | 外交職務     | 備註 | 備註 |
| ------ | ------------- | ------------- | ------------- | ------------- | -------- | ------------ | ---- | ---- |
| 沈瑞麟 | 1912年        |               | 1913年12月9日 |               |          | 外交代表     |      |      |
| 沈瑞麟 | 1913年12月9日 | 1913年12月9日 |               | 1917年9月27日 | 公使     | 特命全權公使 |      |      |

### 汪精衛國民政府駐匈牙利公使（1942年－1945年）
| 姓名 | 任命          | 外交銜級 | 外交職務     | 備註               | 備註 |
| ---- | ------------- | -------- | ------------ | ------------------ | ---- |
| 李芳 | 1942年2月28日 | 公使     | 特命全權公使 | 駐羅馬尼亞大使兼任 |      |

## 中華民國臺灣時期

### 代表機構
1990年4月2日，中華民國於布達佩斯設立具大使館功能的駐匈牙利臺北商務辦事處（Taipei Trade Office, Budapest, Hungary），是中華民國在中、东欧地區的第一個代表機構。
1996年1月6日，更名為駐匈牙利臺北代表處。

### 歷任代表（1990年至今）
| 姓名   | 任命          | 到任          | 免職          | 離任          | 外交銜級 對外名義 | 外交職務 本職職務 | 備註     | 備註 |
| ------ | ------------- | ------------- | ------------- | ------------- | ----------------- | ----------------- | -------- | ---- |
| 魏武煉 | 1990年3月2日  | 1990年3月24日 | 1996年6月7日  | 1996年9月9日  | 代表              | 代表              |          |      |
| 冷若水 | 1996年6月7日  | 1996年9月3日  | 2004年4月29日 | 2004年7月25日 | 代表              | 代表              |          |      |
| 李滋男 | 2004年4月29日 | 2004年7月25日 | 2007年11月7日 | 2008年1月31日 | 代表              | 代表              |          |      |
| 高碩泰 | 2007年11月7日 | 2008年2月1日  | 2010年7月22日 | 2010年9月9日  | 代表              | 代表              |          |      |
| 高青雲 | 2010年7月22日 | 2010年9月9日  |               | 2014年7月     | 代表              | 代表 特命全權大使 | [ 註 2 ] |      |
| 陶文隆 |               | 2014年7月26日 |               | 2017年8月     | 代表              | 特命全權大使      |          |      |
| 張雲屏 |               | 2017年8月30日 |               | 2020年9月     | 代表              | 特命全權大使      |          |      |
| 劉世忠 | 2020年7月15日 | 2020年9月26日 | 2024年12月2日 | 2025年2月     | 代表              | 特命全權大使      |          |      |
| 王翼龍 |               | 2025年6月13日 |               | 現任          | 代表              | 特命全權大使      |          |      |

## 外部連結
- 駐匈牙利臺北代表處（Facebook、Twitter）